# Podgorni (Timiriàzeva)
|  | Per a altres significats, vegeu «Podgorni». |

Podgorni - Подгорный (rus) és un possiólok de la República d'Adiguèsia, a Rússia. Es troba a 6 km al sud de Tulski i a 18 km al sud de Maikop, la capital de la república.
Pertany al municipi de Timiriàzeva.